# Vabre-Tizac
Vabre-Tizac (okzitanisch: Vabre-Tisac) ist eine Ortschaft und eine ehemalige französische Gemeinde mit 452 Einwohnern (Stand 1. Januar 2022) im Département Aveyron in der Region Okzitanien. Sie gehörte zum Arrondissement Villefranche-de-Rouergue und zum Kanton Aveyron et Tarn.
Mit Wirkung vom 1. Januar 2016 wurden die früheren Gemeinden La Bastide-l’Évêque, Saint-Salvadou und Vabre-Tizac zur Commune nouvelle mit dem Namen Le Bas Ségala zusammengelegt und haben in der neuen Gemeinde den Status einer Commune déléguée inne. Der Verwaltungssitz befindet sich im Ort La Bastide-l’Éveque.

## Bevölkerungsentwicklung
| Jahr                       | 1962 | 1968 | 1975 | 1982 | 1990 | 1999 | 2006 | 2016 |
| Einwohner                  | 670  | 561  | 545  | 536  | 492  | 415  | 428  | 428  |
| Quellen: Cassini und INSEE |      |      |      |      |      |      |      |      |

## Persönlichkeiten
- Gustave Garrigou, Sieger der Tour de France 1911, wurde am 24. September 1884 in Vabre-Tizac geboren. Da sich im Jahr 2011 dessen Tour-Sieg zum 100. Mal jährte, wurde dieses Jubiläum während der 10. Etappe der Tour de France 2011, die von Aurillac nach Carmaux führte, in seinem Heimatort besonders gefeiert.[2]